# Biserica de lemn din Orțița

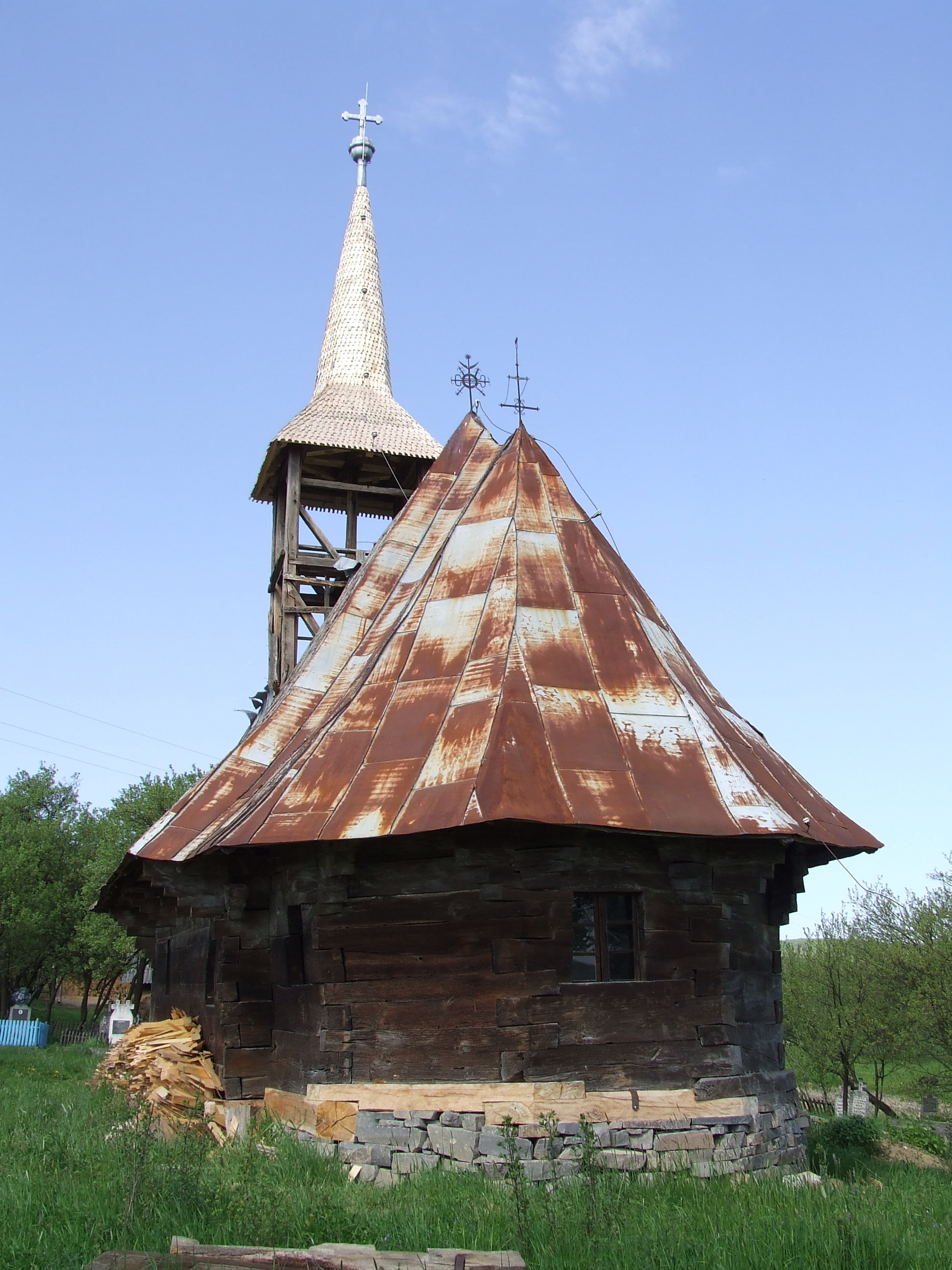
Biserica de lemn din Orţâţa, judeţul Maramureş

Biserica de lemn din Orțița, comuna Oarța de Jos, județul Maramureș, datează din secolul XVII. Are hramul „Sfinții Arhangheli Mihail și Gavriil”. Biserica se află pe noua listă a monumentelor istorice sub codul LMI:  MM-II-m-B-04601.

## Imagini

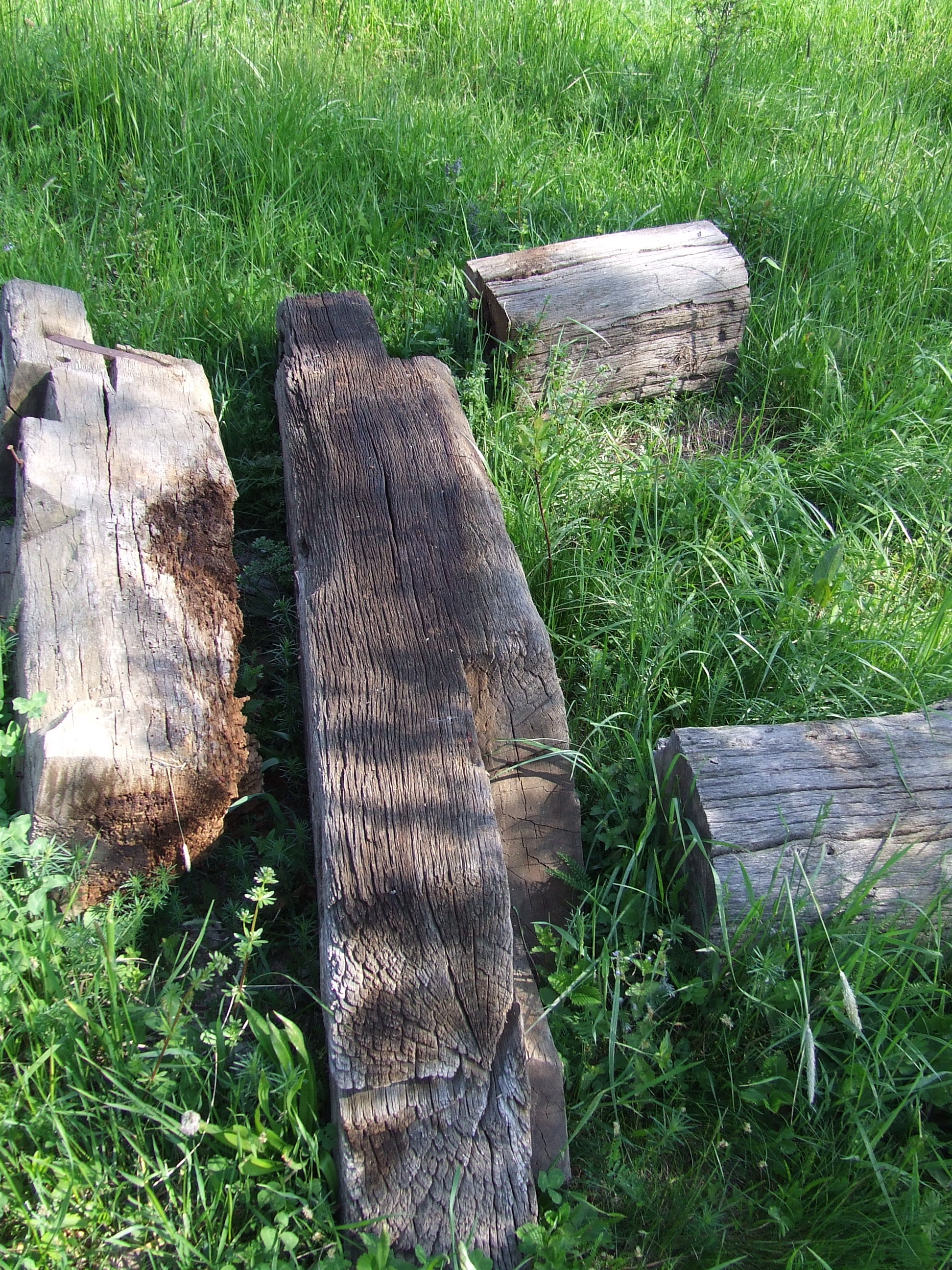
Lemne din biserică înlocuite
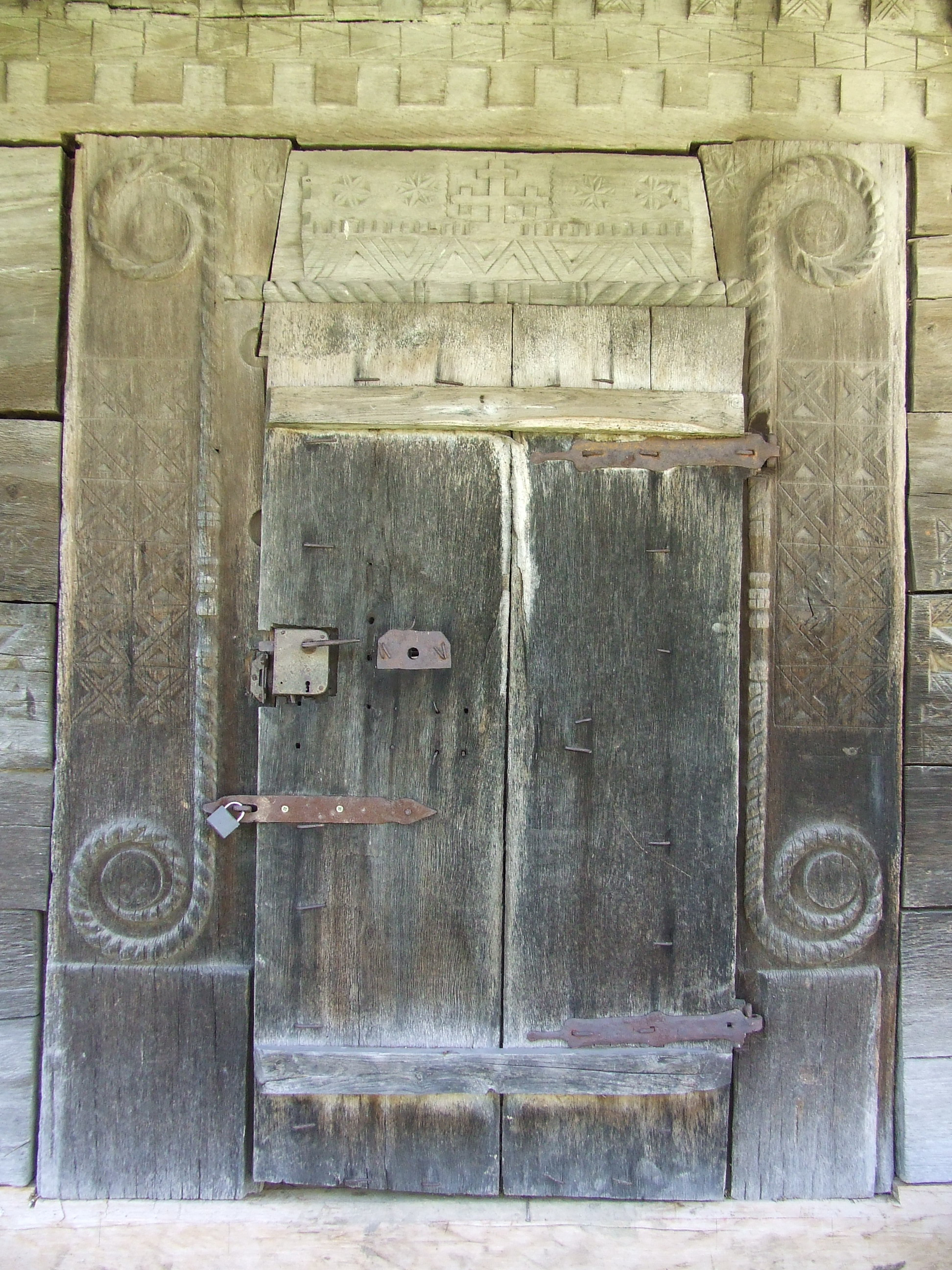
Portalul intrării
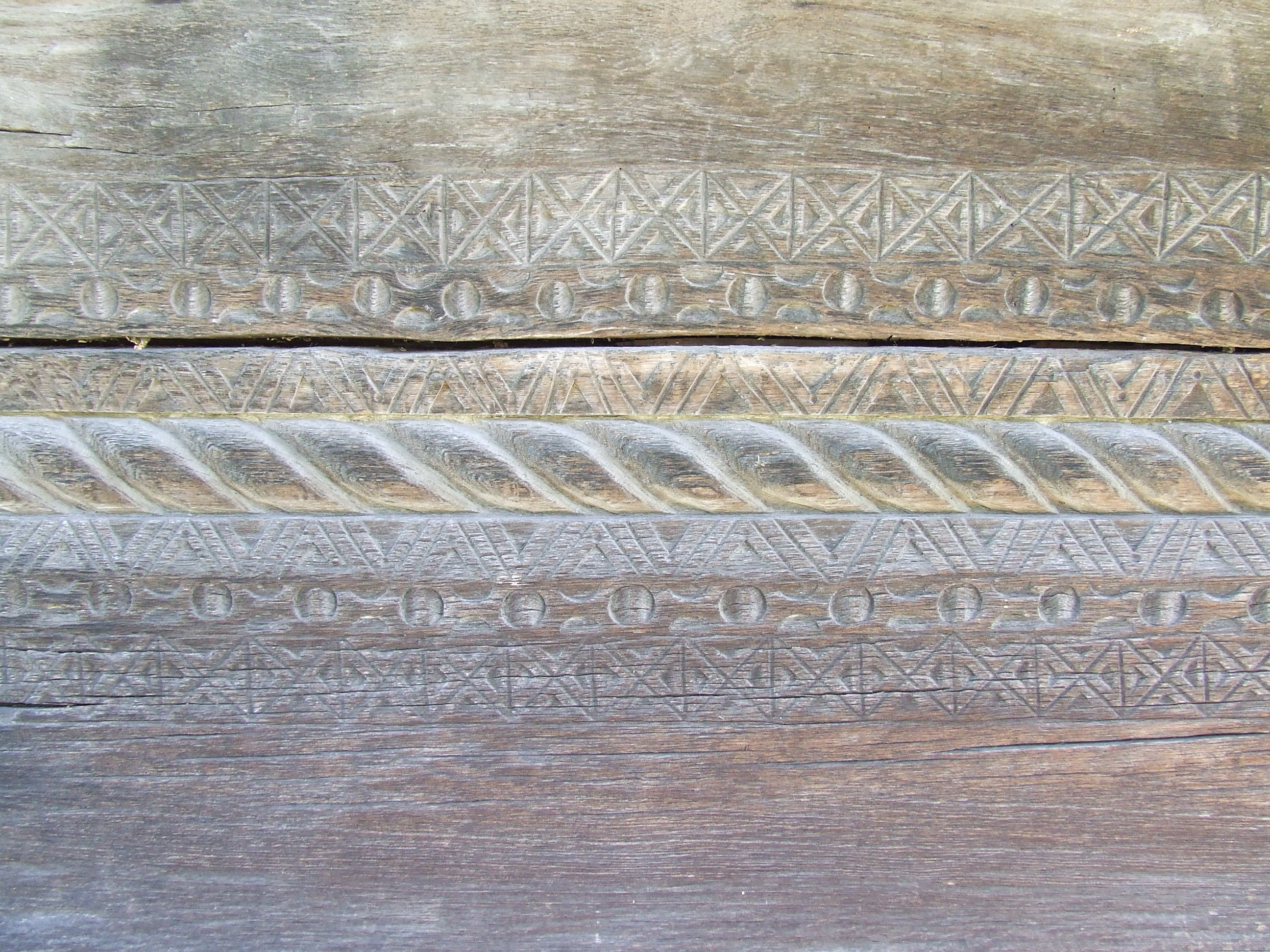
Detaliu brâu
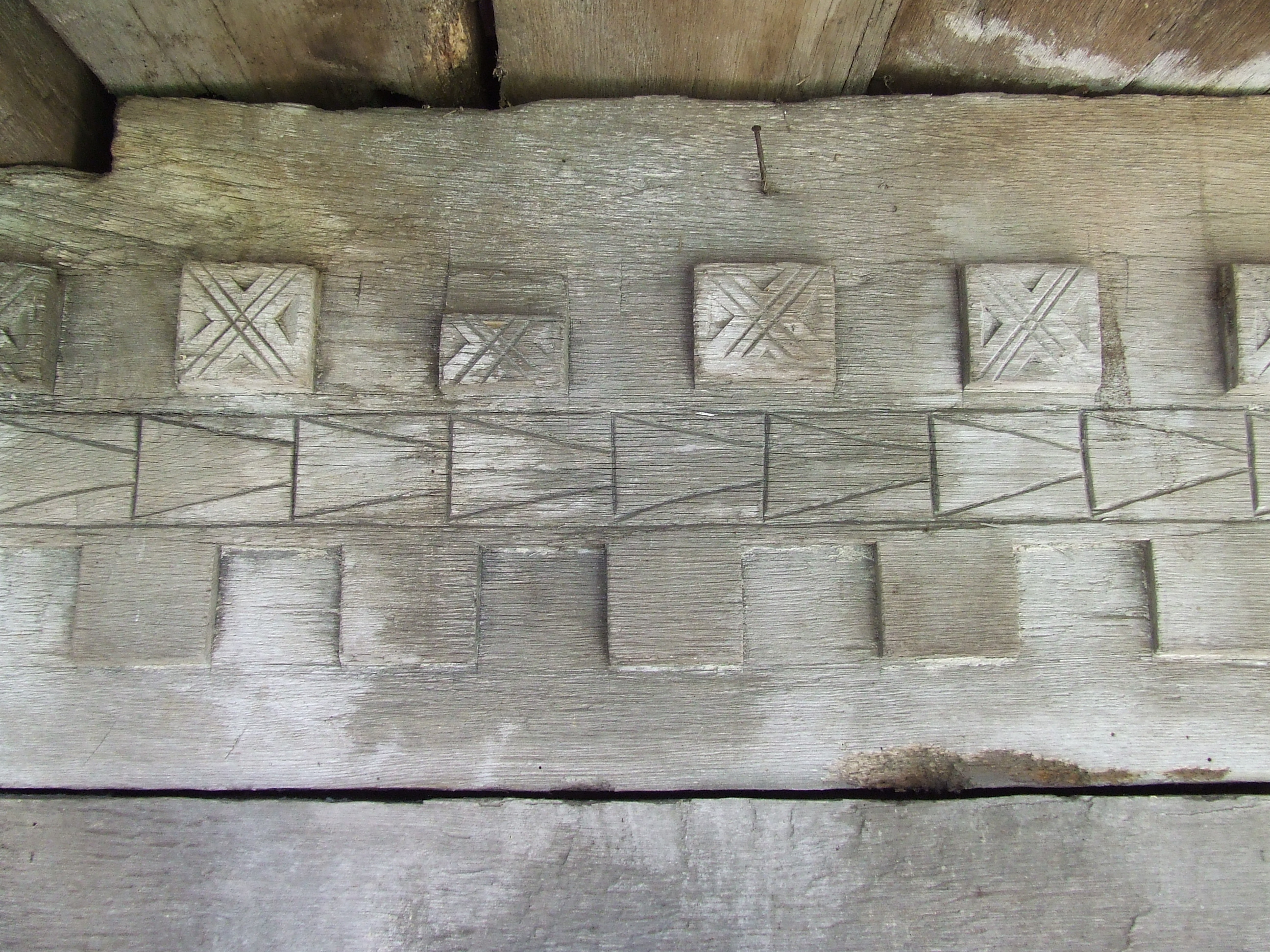
Detaliu faţadă
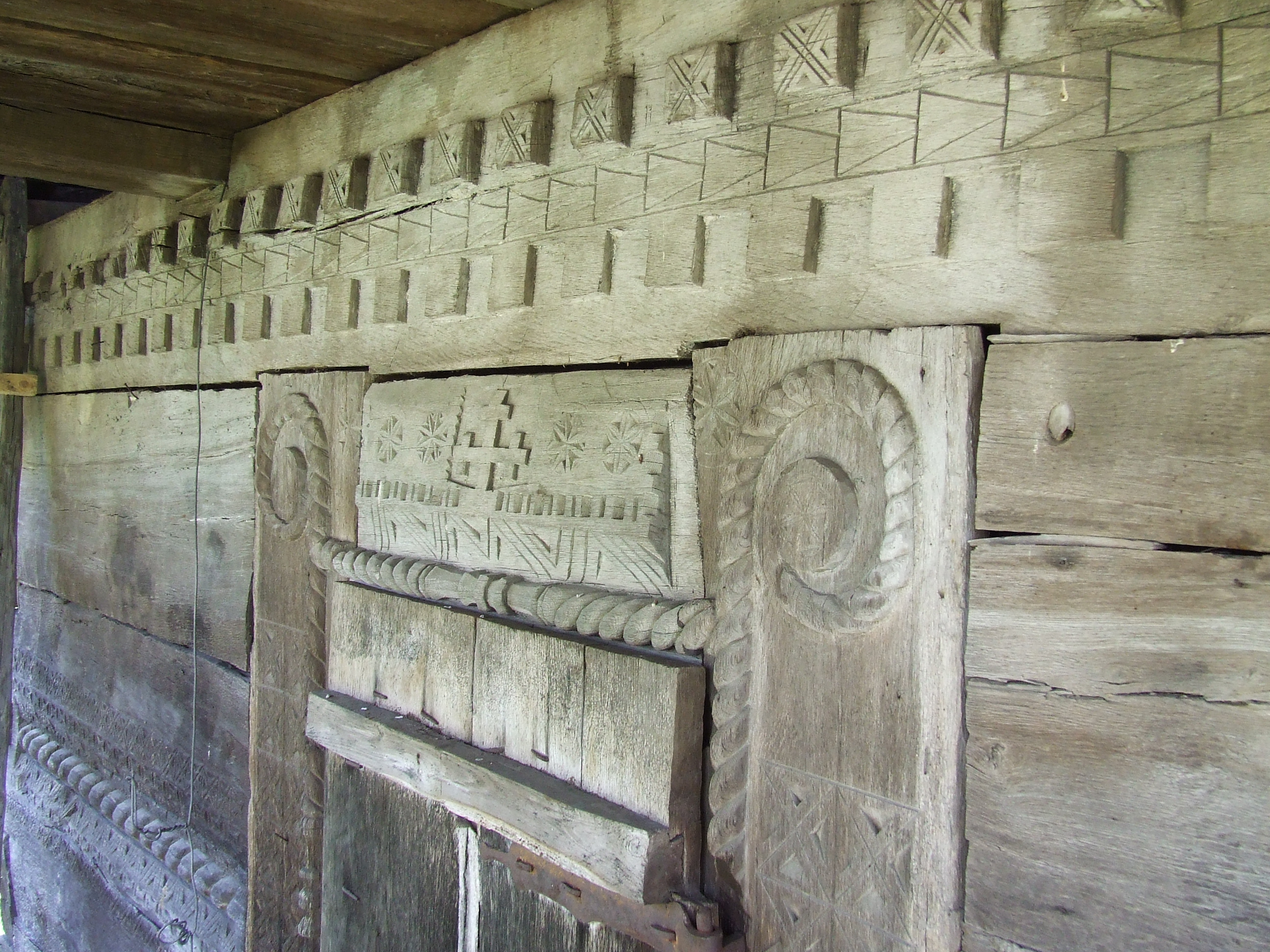
Ornamentaţia faţadei
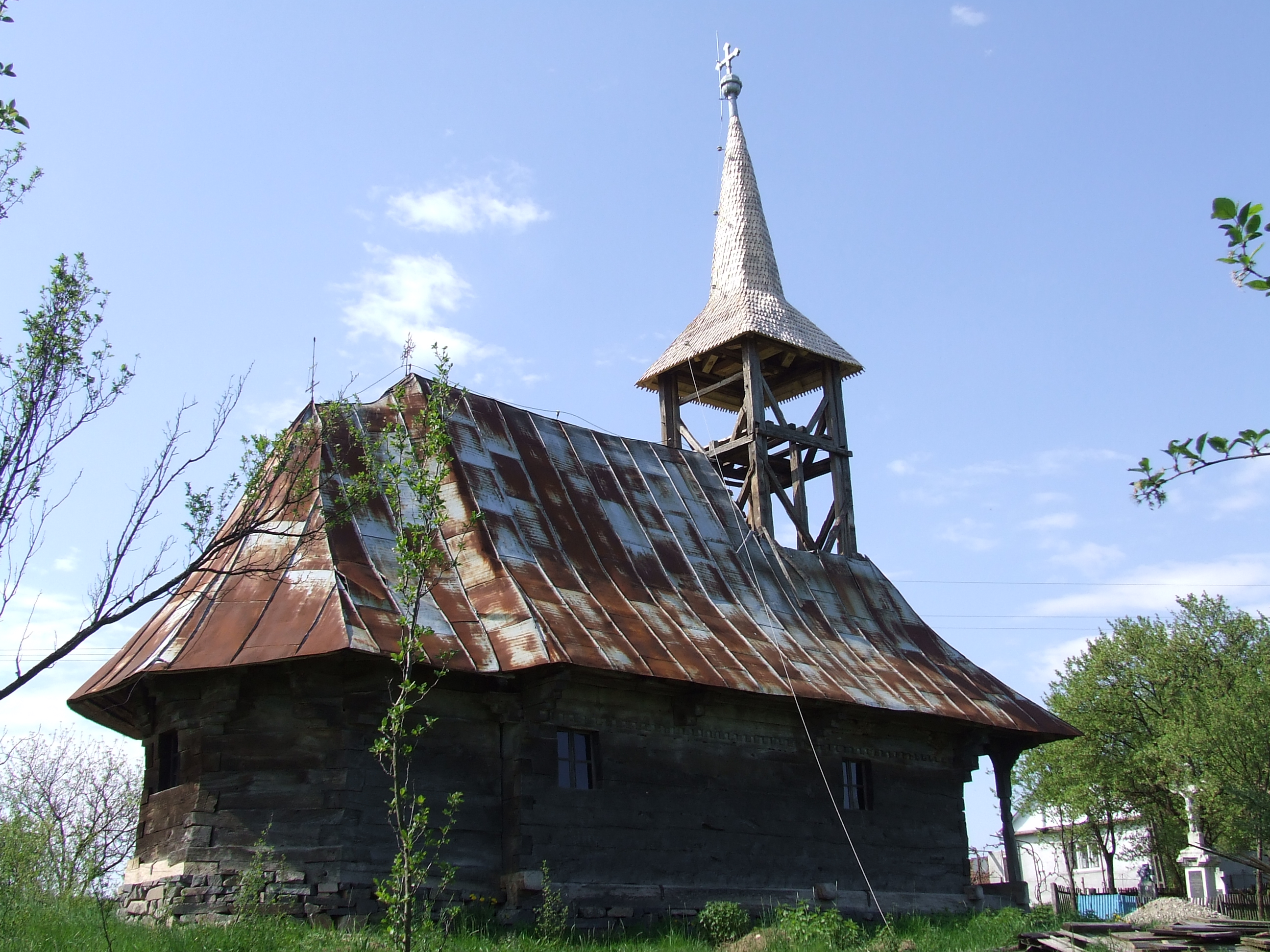
Vedere din nord-est
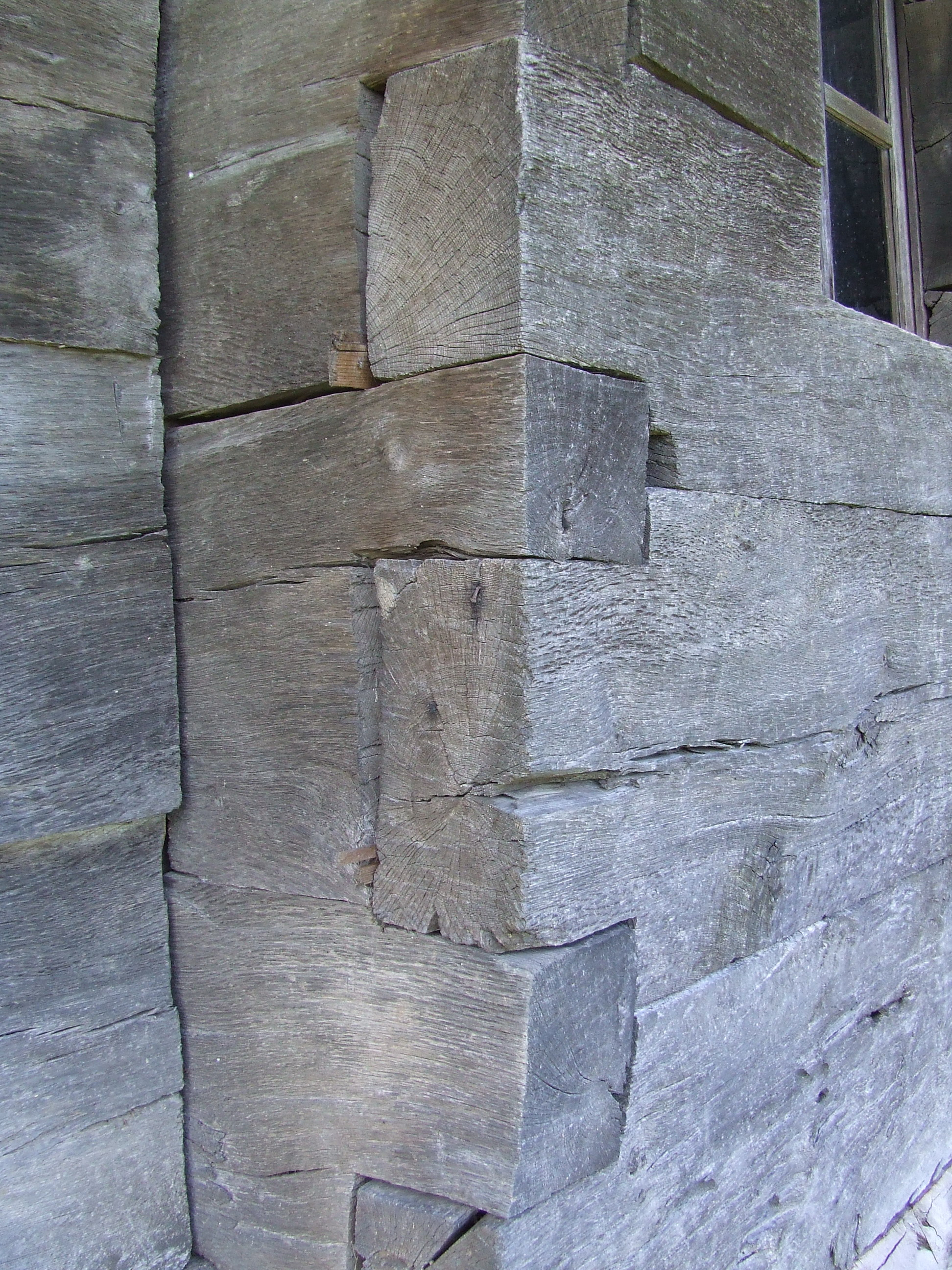
Îmbinare I
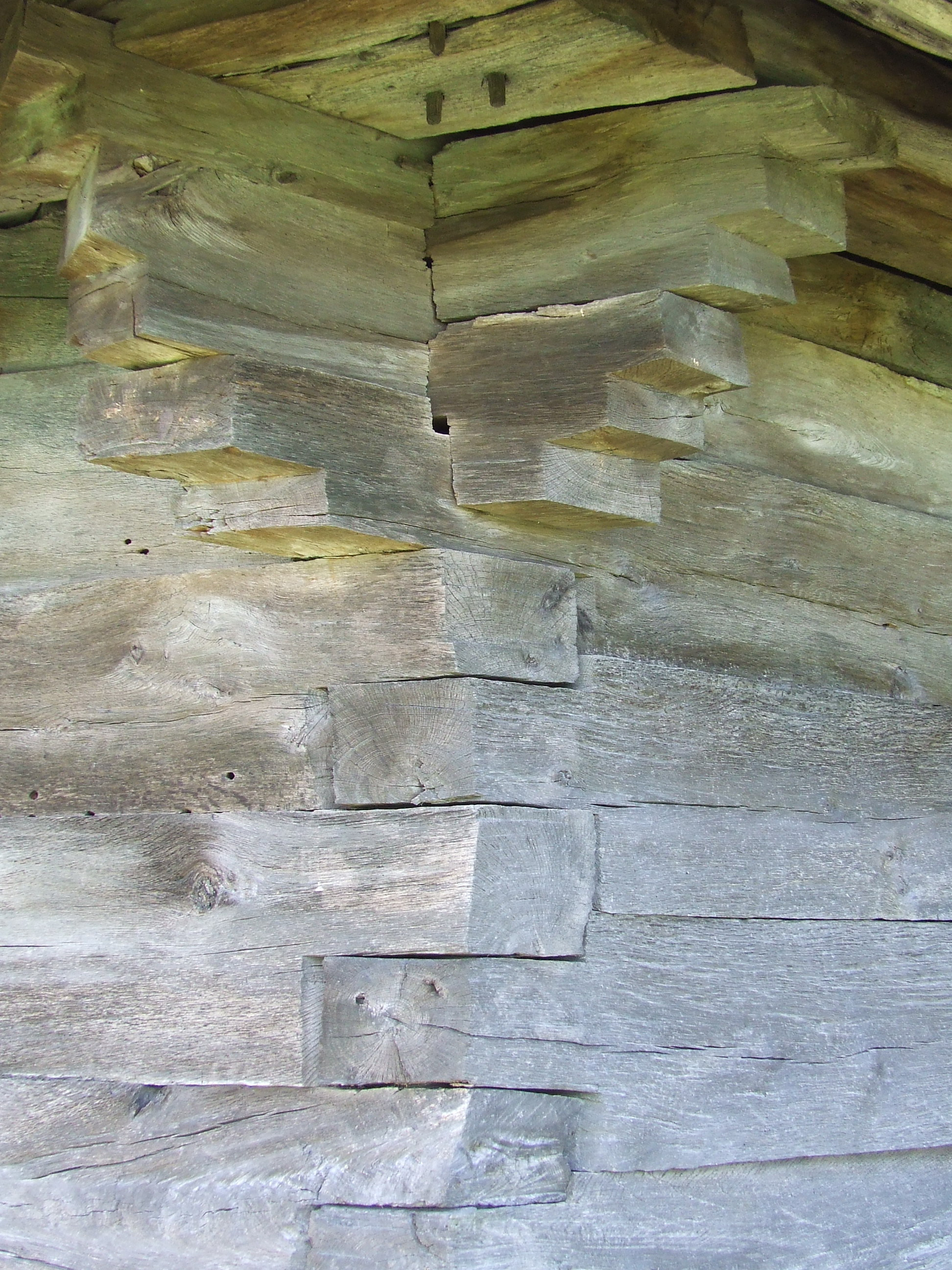
Îmbinare II
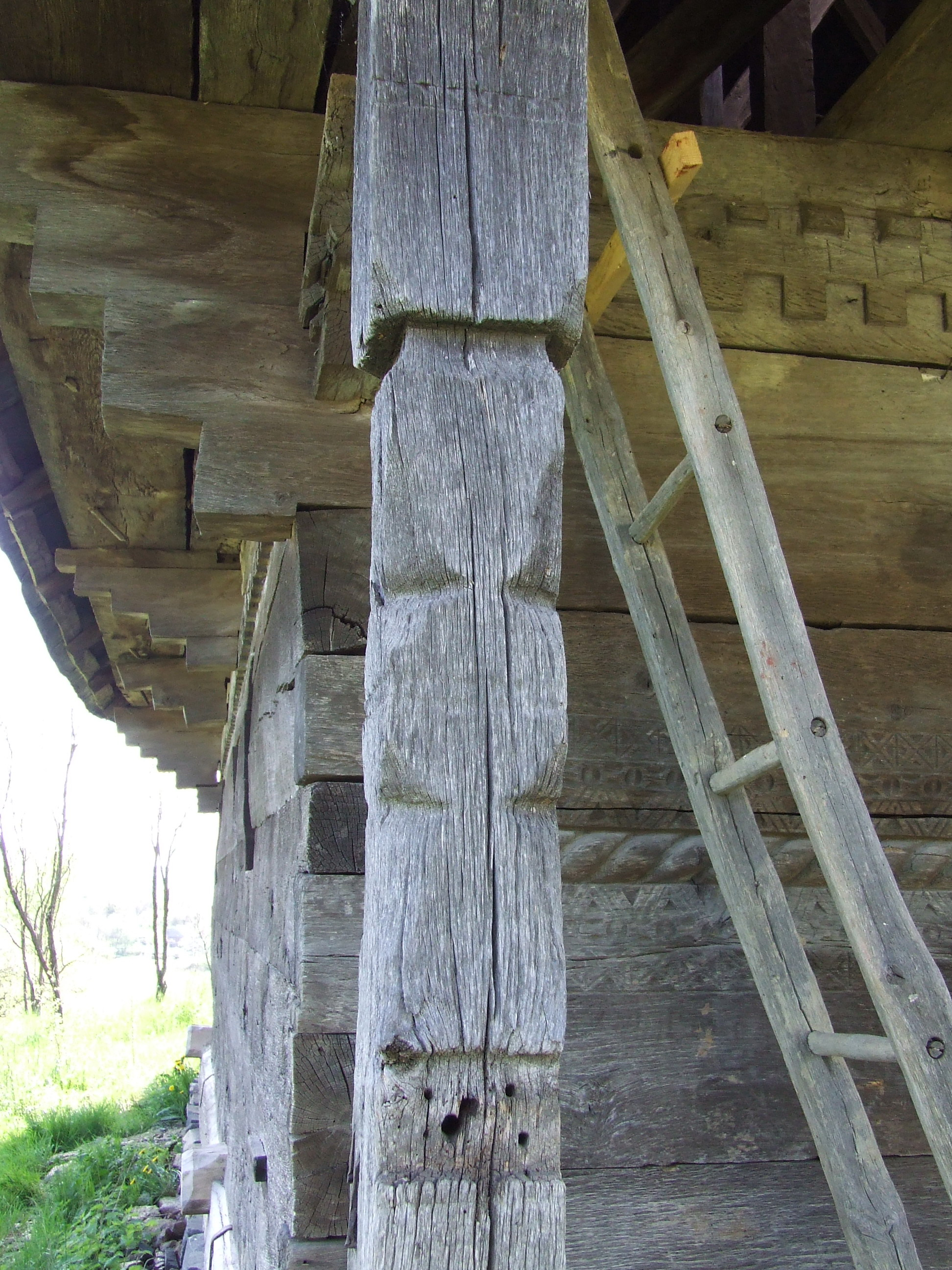
Intrarea în pod
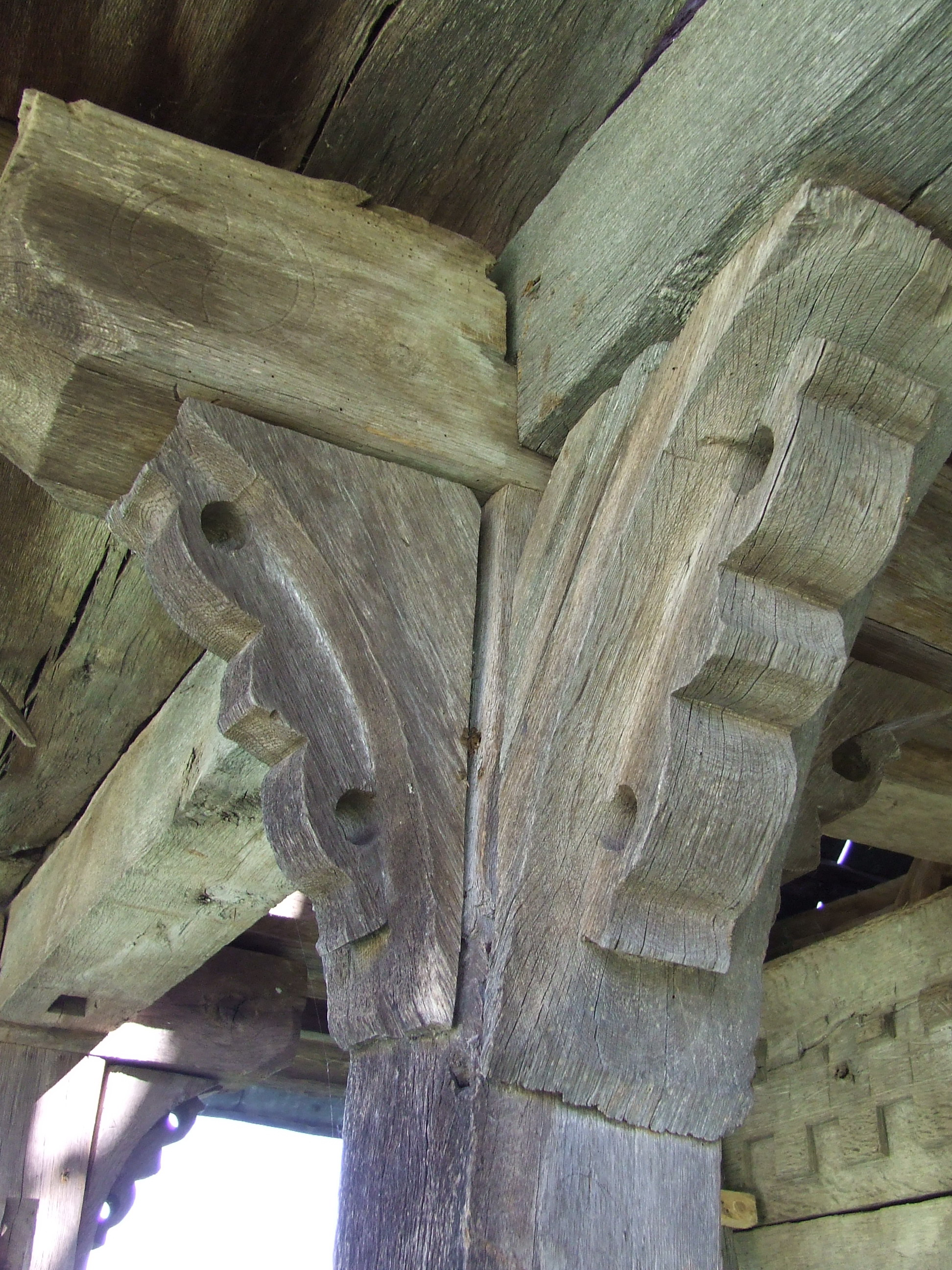
Detaliu stâlp
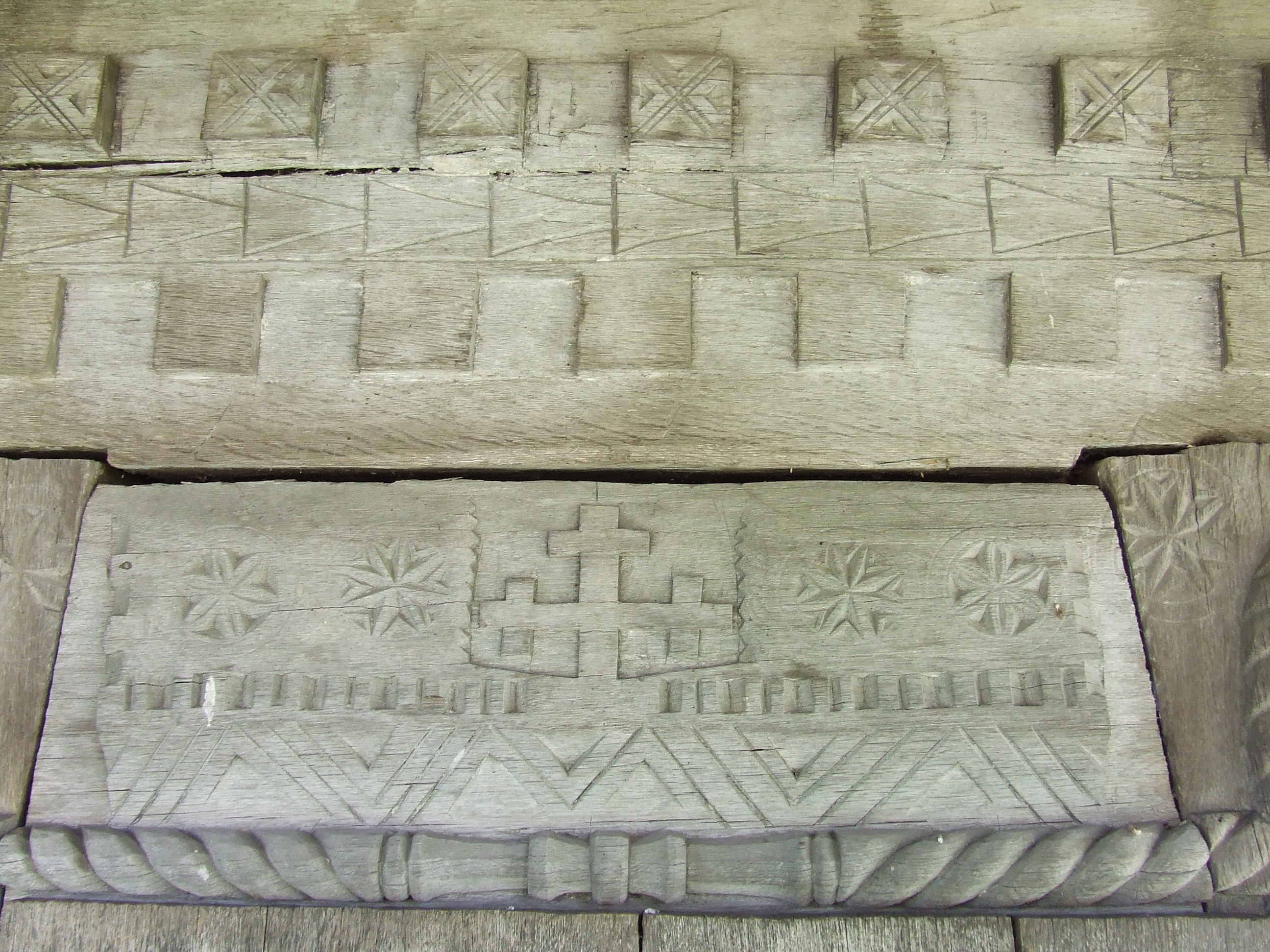
Detaliu portal I
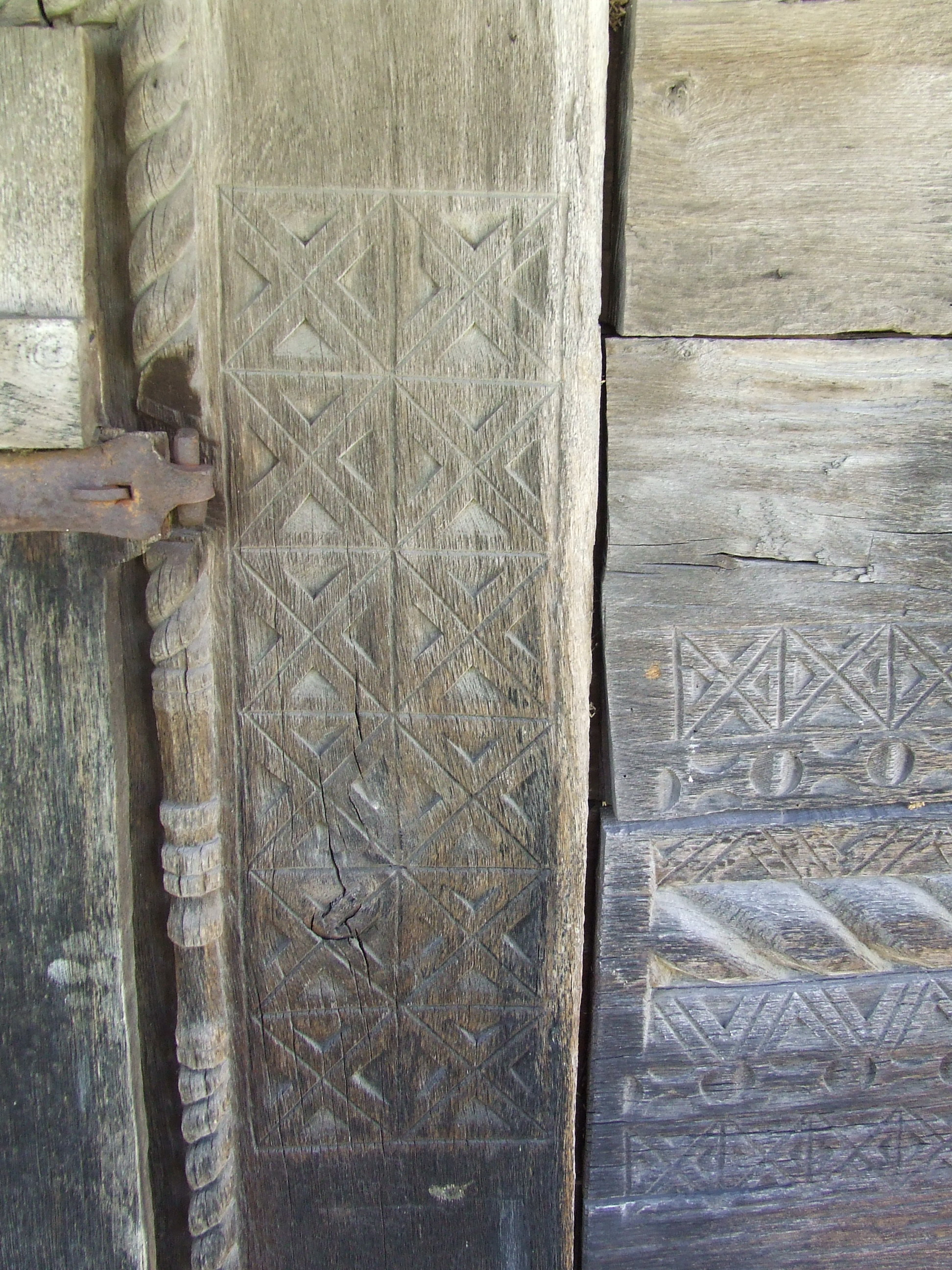
Detaliu portal II
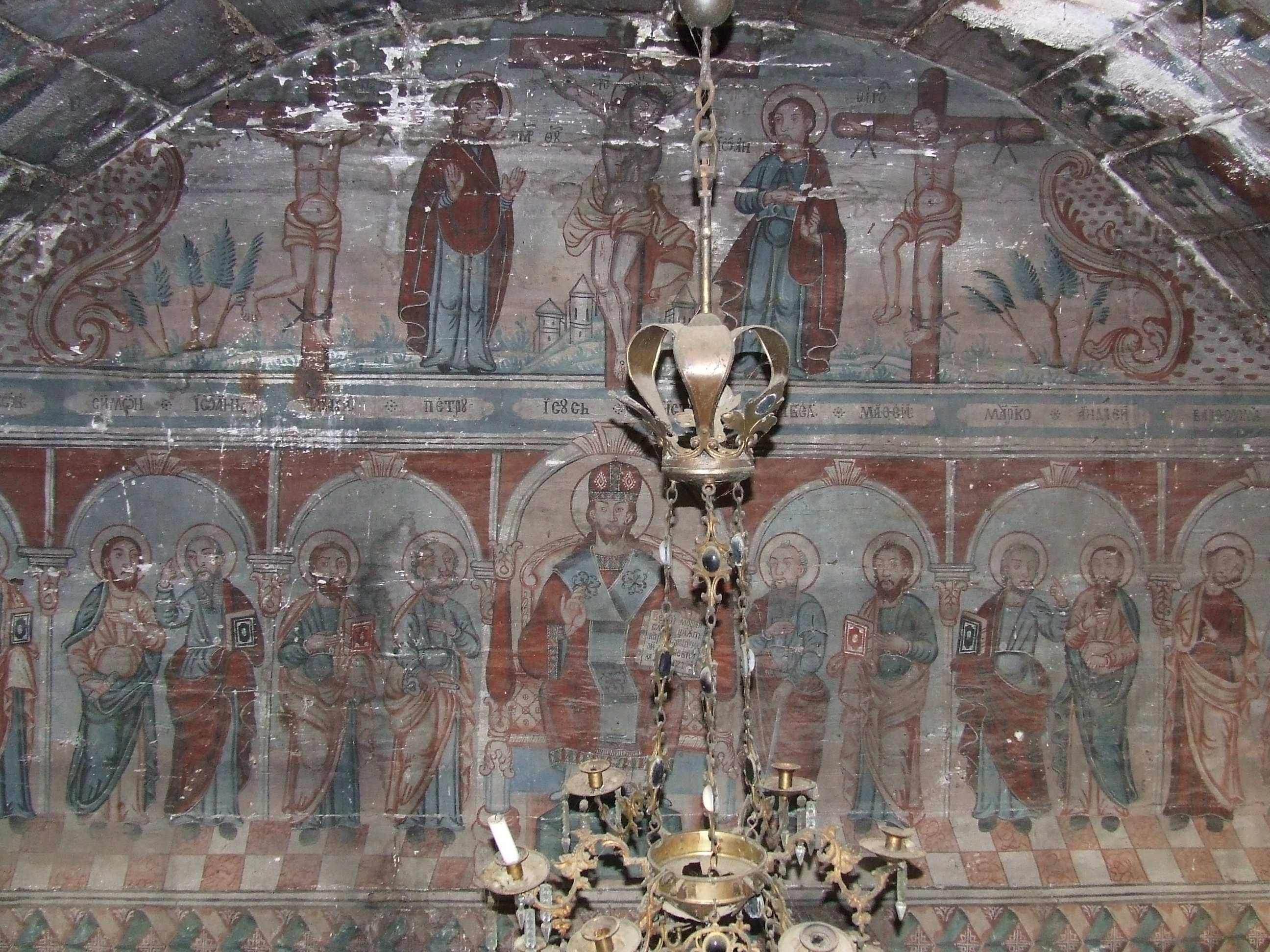
Iconostasul
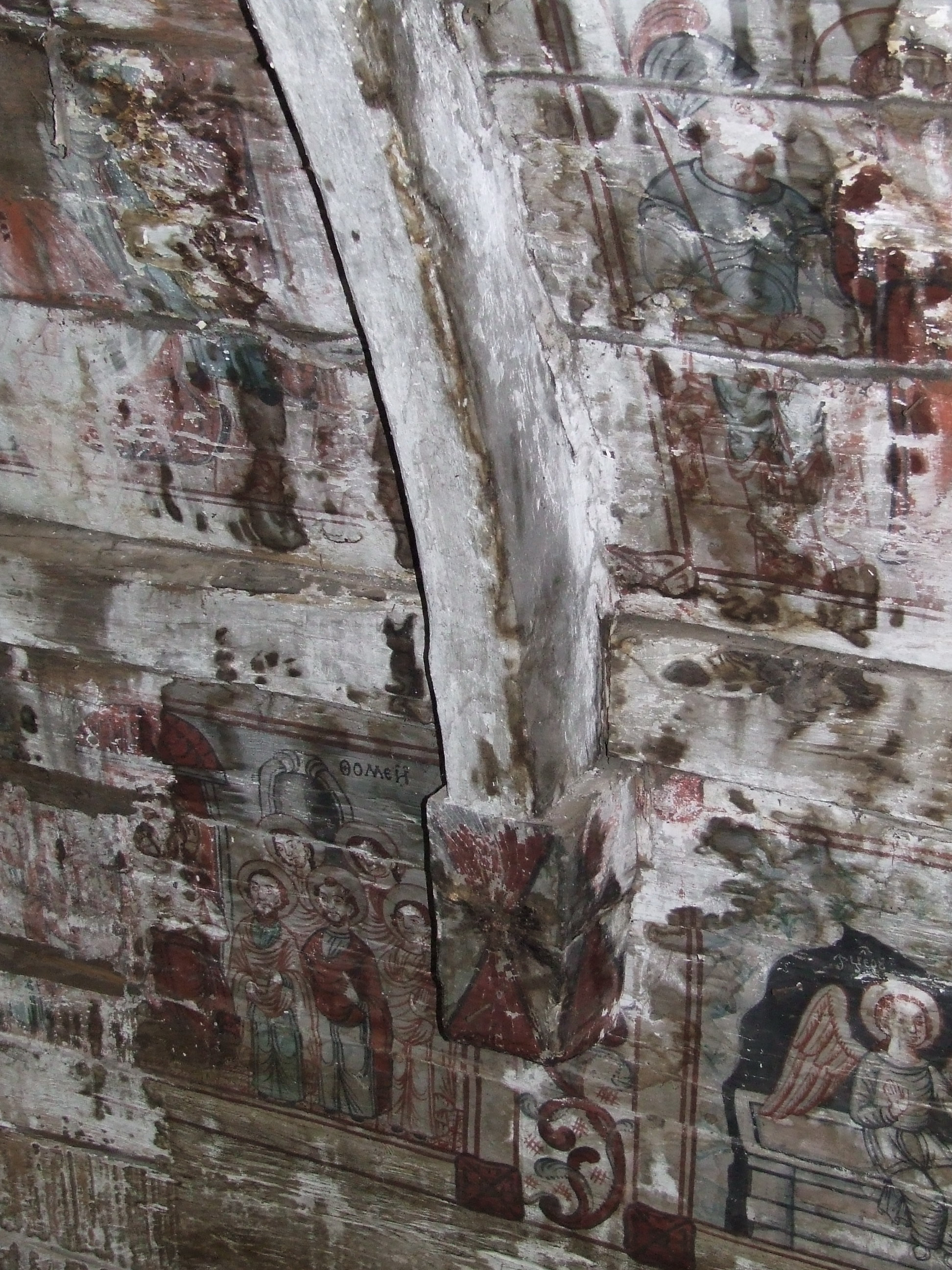
Fragment din arc-dublou
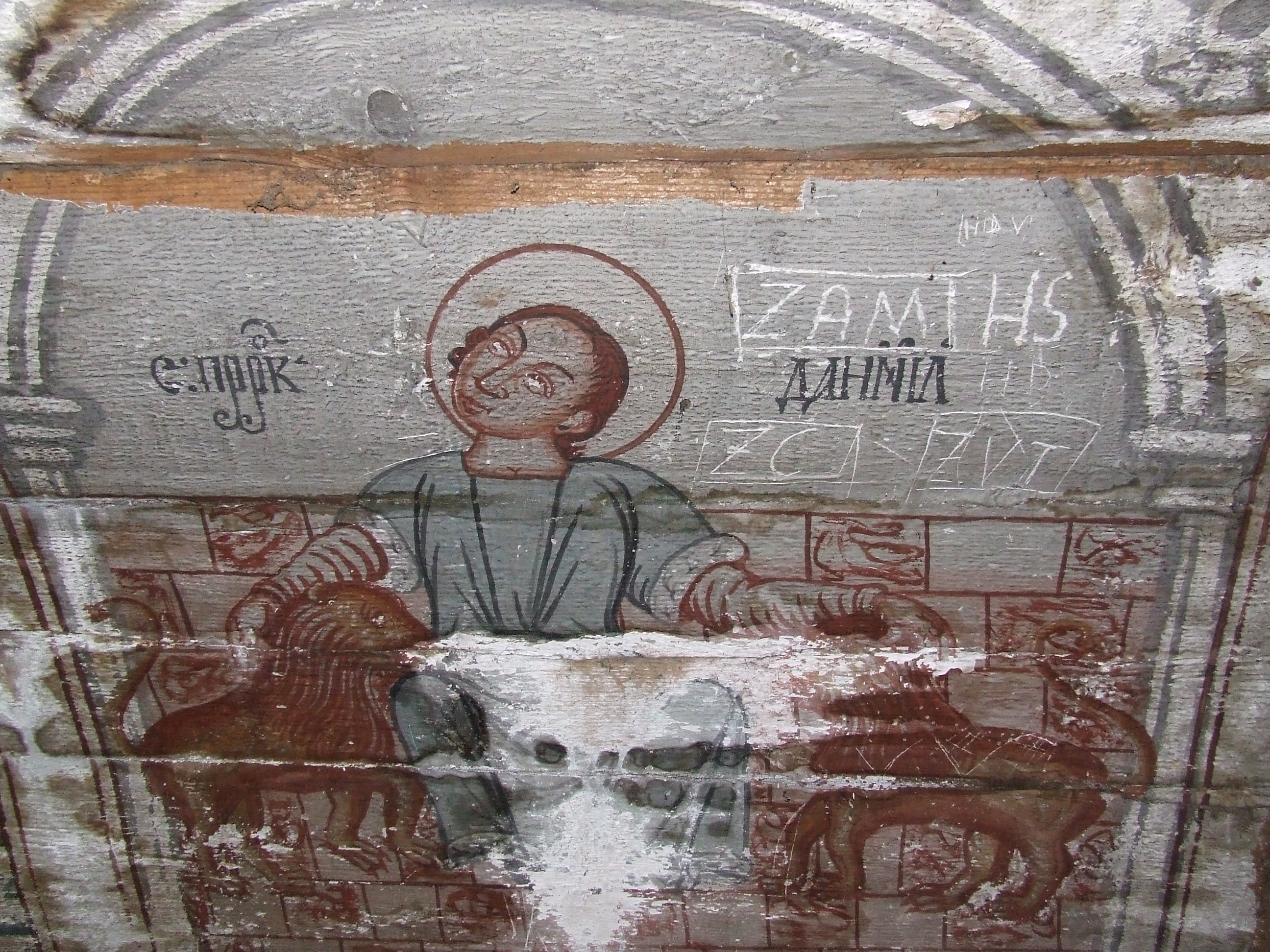
Pictura naosului
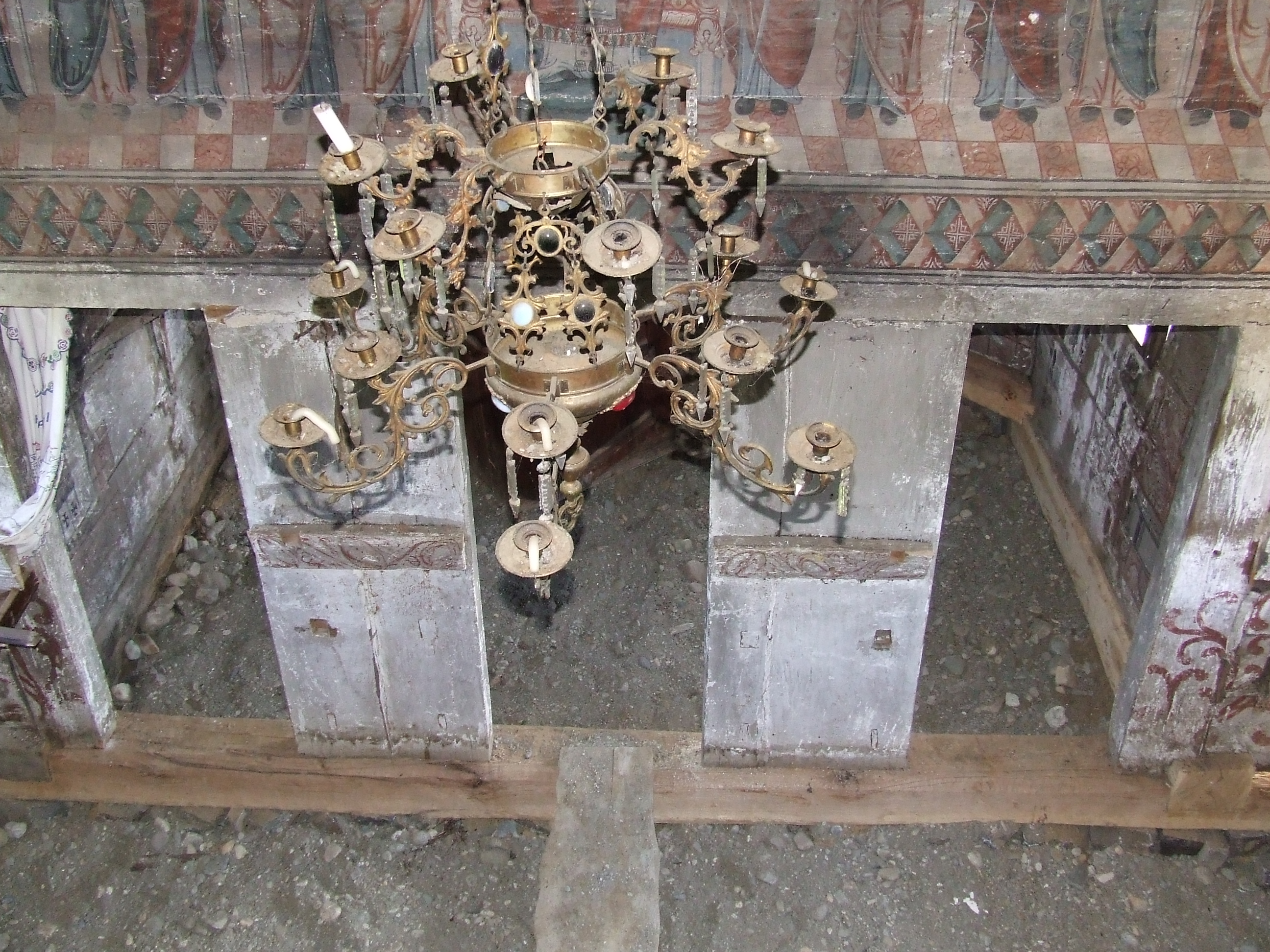
Candelabru şi intrările în altar
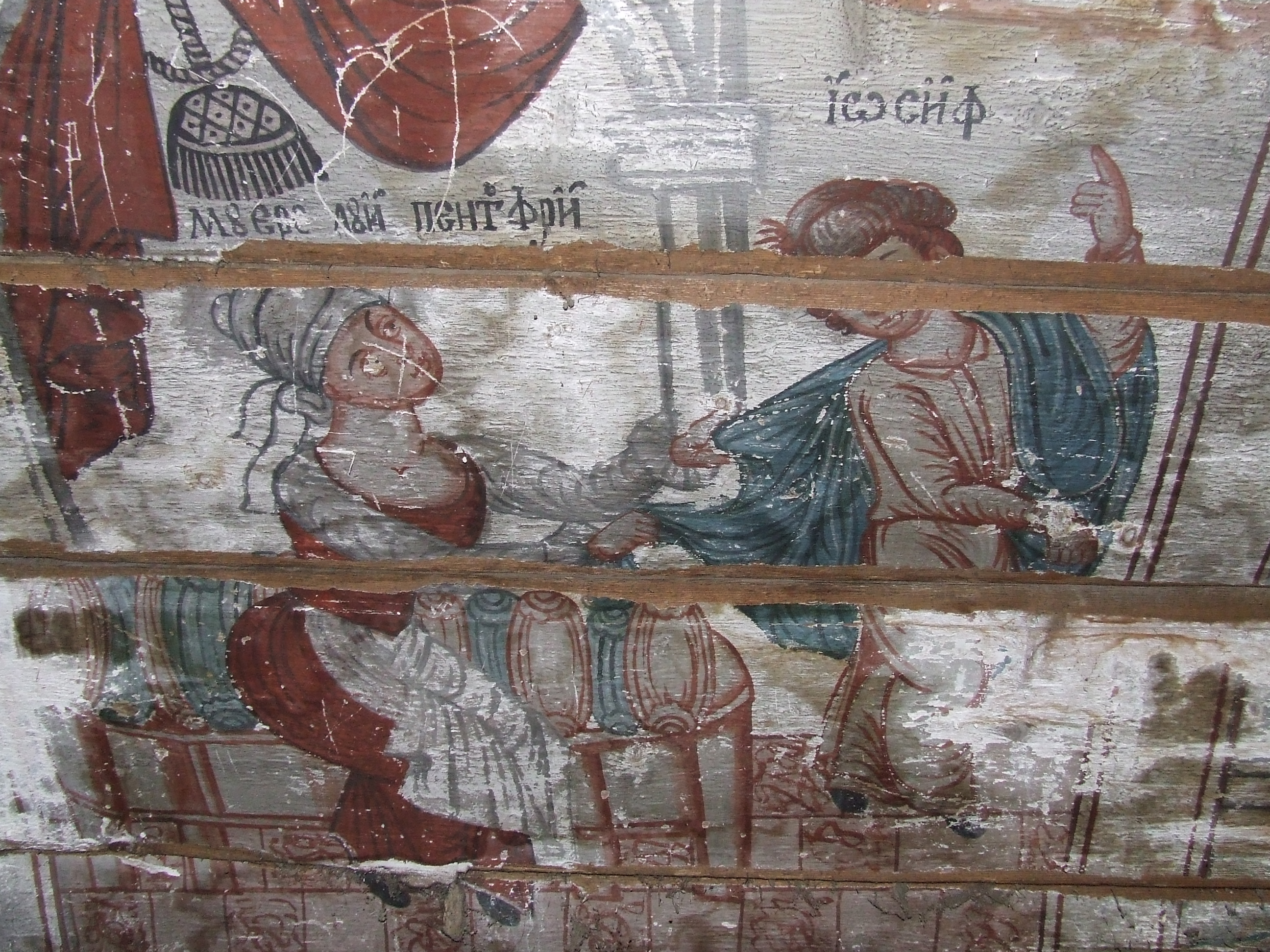
Pictură în podul bisericii
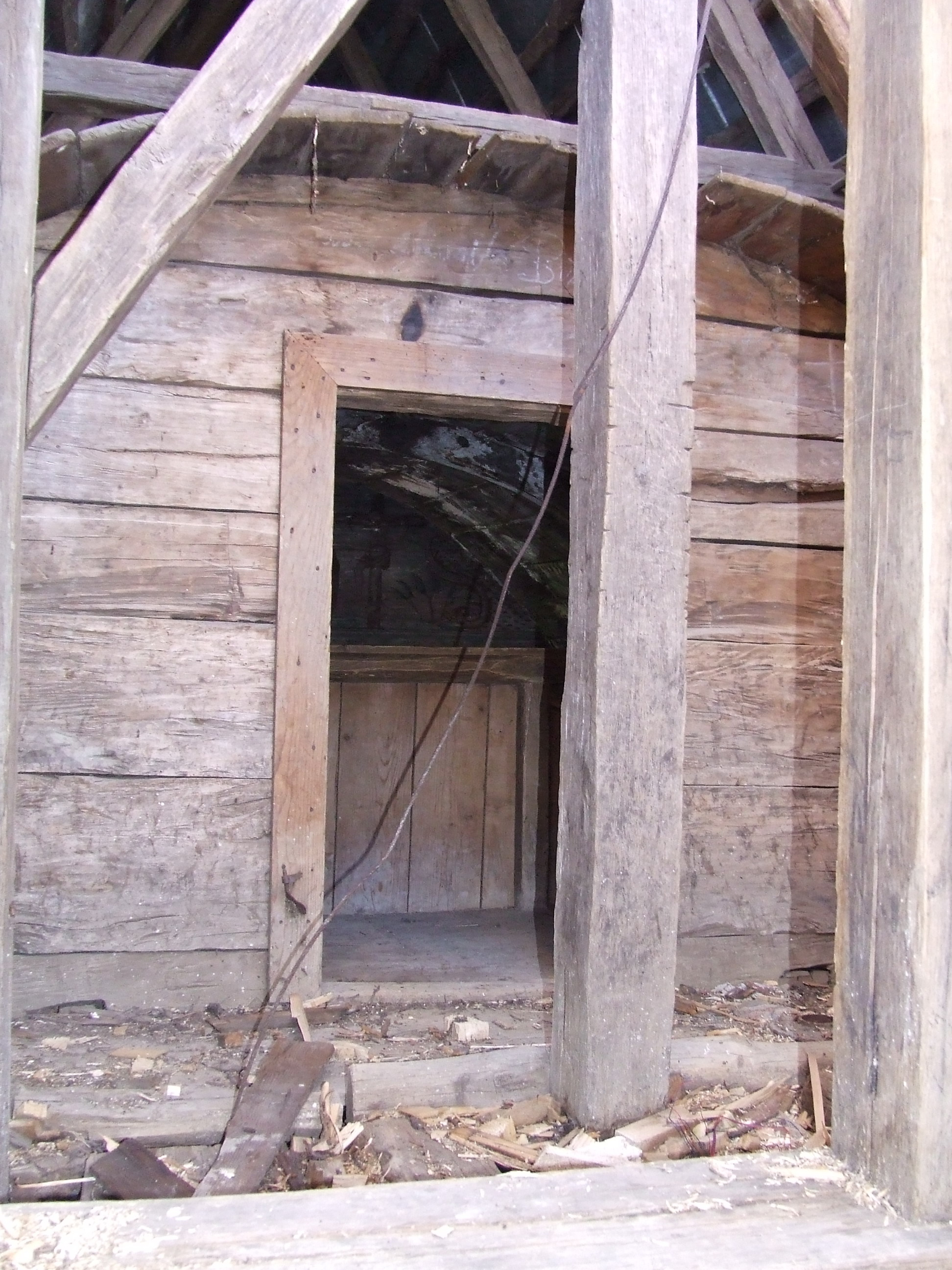
Intrarea în podul bisericii
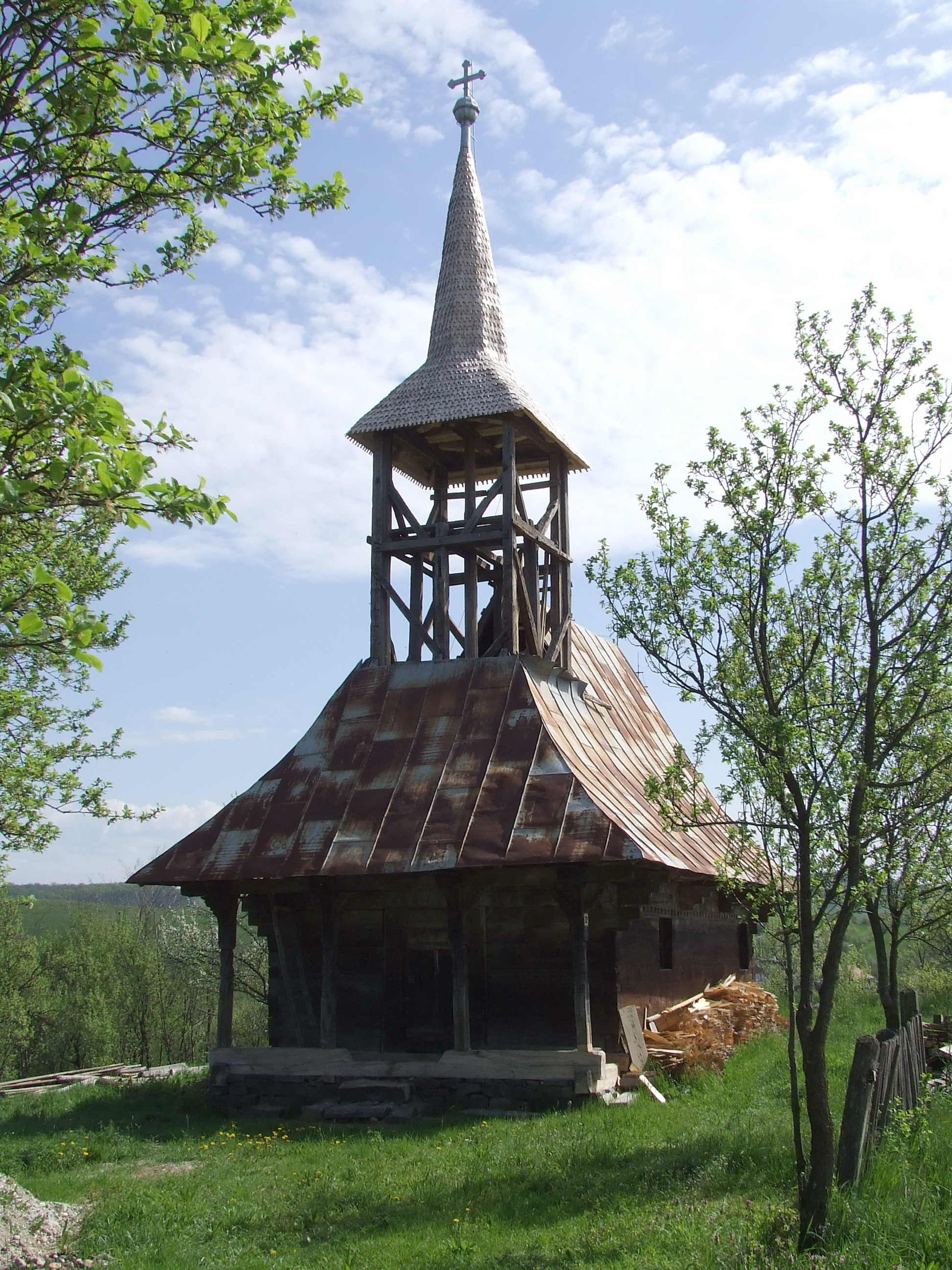
Vedere din sud-vest
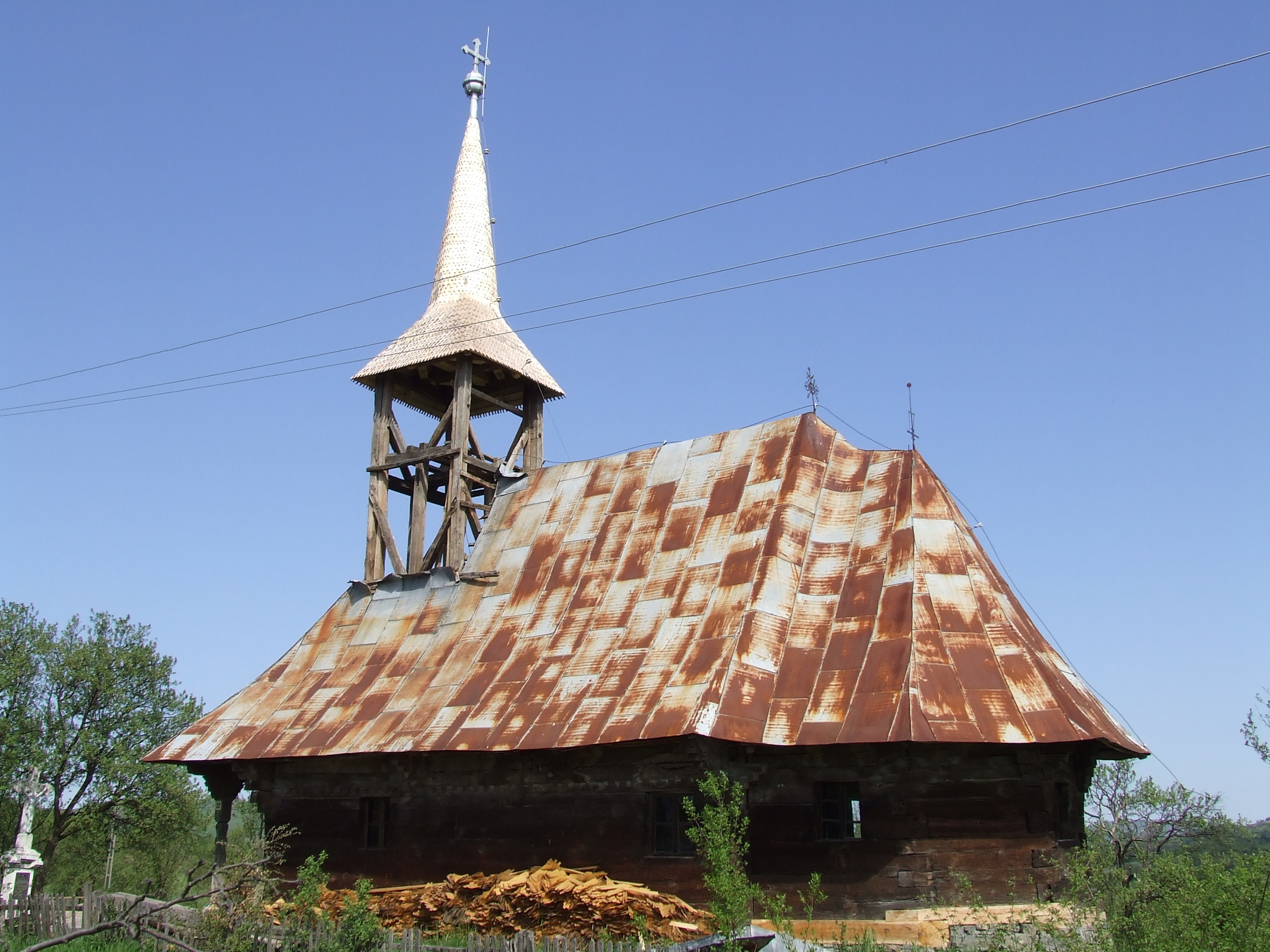
Vedere din sud